# Dúvida de Tomé

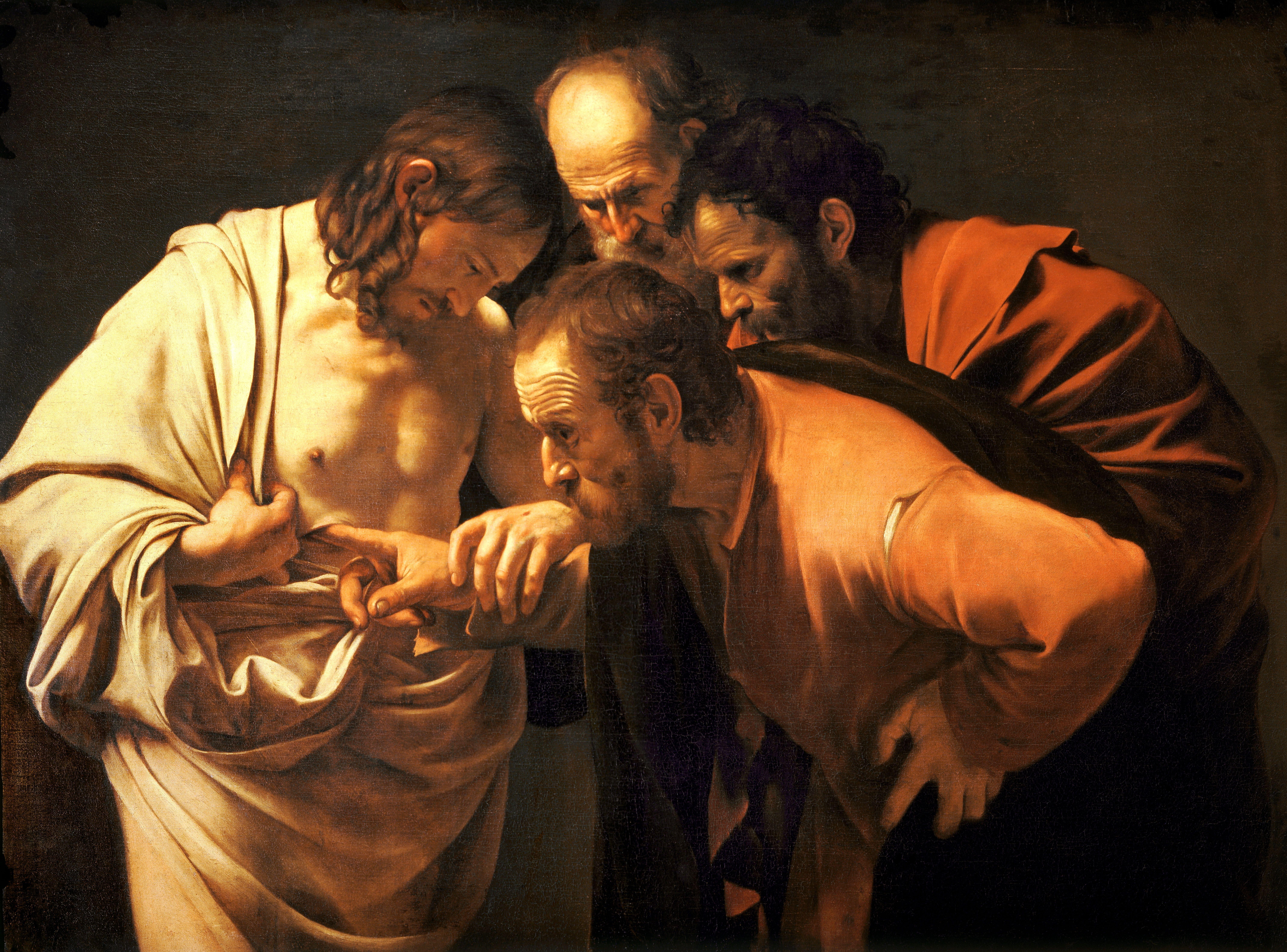
A Incredulidade de Tomé.
1601-02. Por Caravaggio, atualmente no Sanssouci, em Potsdam, na Alemanha.

A Dúvida de Tomé (ou A Incredulidade de Tomé) é um episódio da vida de Jesus narrado em João 20:24–29. A expressão passou a significar desde então a dúvida que só pode ser sanada com o contato direto, visual e físico com as evidências. Ou seja, o comportamento do cético.

## Narrativa bíblica
O termo tem sua origem no relato sobre o apóstolo Tomé, um dos doze, que duvidou da ressurreição de Jesus e exigiu tocar as chagas de Jesus para que se convencesse. Após ver Jesus revivido e receber a oferta de tocar nas chagas, Tomé professou sua fé em Jesus. Por isso, ele é também conhecido como "Tomé, o Crente" após o evento. O relato bíblico afirma que Jesus teria dito "Creste, porque me viste? Bem-aventurados os que não viram e creram." (João 20:28–29).
Este relato sobre Tomé não aparece nos evangelhos sinóticos.

## Arte
Na arte, o tema é tecnicamente conhecido como "A Incredulidade de São Tomé" e tem sido comum desde pelo menos o século VI, quando ele apareceu na Âmpula de Monza. Nestas representações, assim como no Barroco posterior, a imagem era utilizada para enfatizar a importância das experiências físicas, estendidas pelos teólogos às peregrinações, à veneração das relíquias e o ritual, que reforçavam as crenças cristãs. O assunto teve um pico de popularidade na arte da contrarreforma como uma reafirmação da doutrina católica contra a rejeição dos protestantes a estas práticas.